# Бронте
Бронте (итал. Bronte) је насеље у Италији у округу Катанија, региону Сицилија.
Према процени из 2011. у насељу је живело 18397 становника. Насеље се налази на надморској висини од 780 м.

## Становништво
| 1931.  | 1936.  | 1951.  | 1961.  | 1971.  | 1981.  | 1991.  | 2001.  | 2011.  |
| ------ | ------ | ------ | ------ | ------ | ------ | ------ | ------ | ------ |
| 16.257 | 15.958 | 18.517 | 19.255 | 17.909 | 17.639 | 18.689 | 18.512 | 19.234 |